# Salvador Molina Andrea
Salvador Molina Andrea (Castelló, Ribera Alta, 18 de juny de 1914 – Mèxic, 20 de març de 1982) fou un ciclista valencià professional el 1935, 1936 i 1942.
En el seu palmarès destaca la victòria en la classificació de la muntanya de la Volta a Espanya de 1936.

## Palmarès
- 1936
  - 1r a la Volta a Estella
  - 1r de la classificació de la muntanya de la Volta a Espanya
- 1942
  - Vencedor d'una etapa del Circuit del Nord

### Resultats a la Volta a Espanya
- 1935. 20è de la classificació general
- 1936. 14è de la classificació general. 1r de la classificació de la muntanya

### Resultats al Tour de França
- 1936. Abandona (7a etapa)